# Radio News

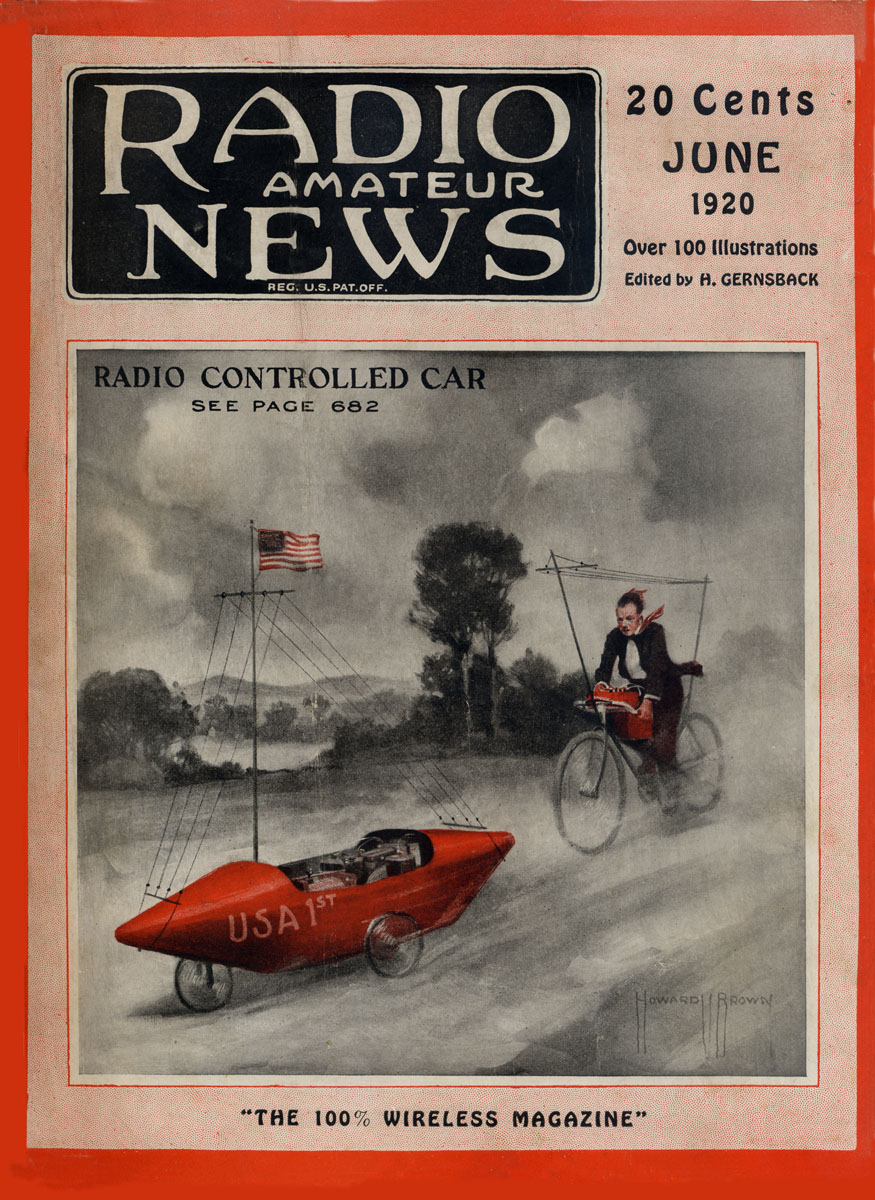
Ejemplar del primer año de publicación de Radio News editada por Hugo Gernsback

Radio News fue una revista mensual estadounidense sobre tecnología publicada entre 1919 y 1971. La revista fue creada por Hugo Gernsback como una revista para entusiastas de la radioafición, pero evolucionó hasta cubrir todos los aspectos técnicos de la radio y la electrónica. En 1929, una quiebra obligó a vender la editorial de Gernsback a B. A. Mackinnon. En 1938 Ziff-Davis Publishing adquirió la publicación.

## La era Gernsback
En 1904 Hugo Gernsback estableció la empresa Electro Importing Company a fin de vender componentes de radio y suministros eléctricos por pedidos por correo. Los catálogos tenían instrucciones detalladas sobre proyectos tales como un equipo de telégrafo inalámbrico, y fueron el predecesor de su primera revista, Modern Electrics (abril de 1908). En mayo de 1913 comenzó otra revista, Electrical Experimenter. Las revistas contarían con audaces predicciones del futuro de Gernsback, así como con ficción. En 1926 fundó la revista Amazing Stories y acuñó el término «cientificidad» que luego se convertiría en ciencia ficción.
Gernsback era un entusiasta partidario de la radioafición. Durante la Primera Guerra Mundial, el gobierno de Estados Unidos prohibió la radioafición y Gernsback dirigió una campaña para levantarla. Gernsback inició una revista dedicada a la radio, Radio Amateur News, en julio de 1919. El título se redujo luego a simplemente Radio News, en julio de 1920.

## Bancarrota

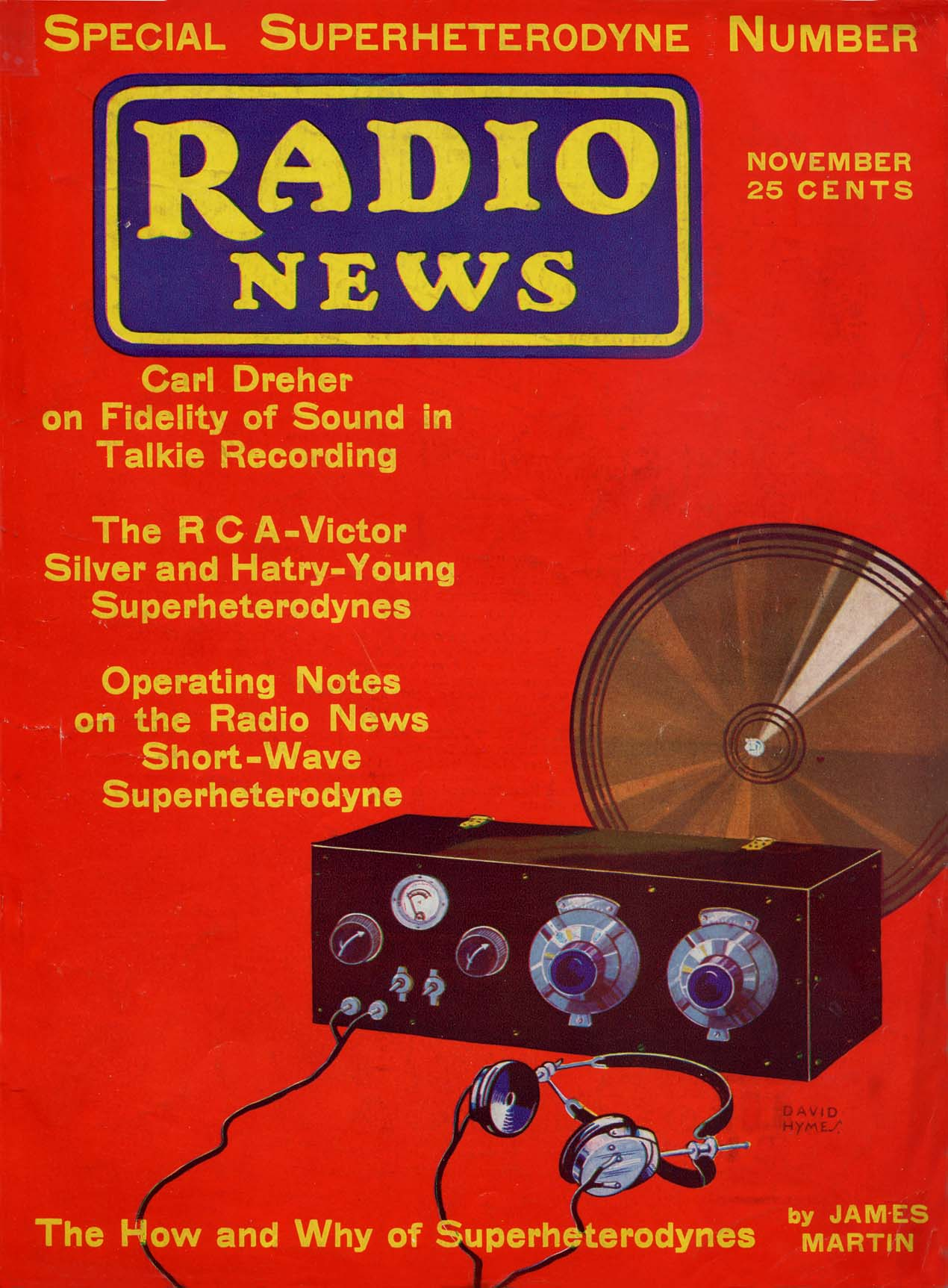
Ejemplar de noviembre de 1930 de Radio News

Estas revistas fueron publicadas por The Experimenter Publishing Company Inc. y mostraban de manera prominente «Editado por HUGO GERNSBACK» o «Editado por H. GERNSBACK» en la portada. Hugo y su hermano Sydney tenían un imperio en auge. Además de Experimenter Publishing, tenían dos estaciones de radio y libros publicados. Usaban el dinero de las ventas en puestos de revistas para pagar la impresión de la revista del mes pasado. El 20 de febrero de 1929 se presentó una petición litigiosa de quiebra contra Experimenter Publishing, y la edición de abril de 1929 de Radio News fue la última en presentar a Hugo Gernsback como editor. Gernsback reunió rápidamente el capital para una nueva editorial. Creó un nuevo conjunto de revistas para competir con sus anteriores. Así Radio-Craft compitió contra Radio News en la edición de julio de 1929.
El nuevo editor de Radio News fue B. A. MacKinnon y la nueva compañía fue Experimenter Publications, que se convirtió en Radio-Science Publications en junio de 1930. Arthur H. Lynch abandonó el pronóstico de lo que vendrá y proporcionó la información técnica para diseñar, reparar y operar equipos de radio. La portada cambió de personas en escenas dramáticas o humorísticas a una cubierta roja sólida que mostraba un solo componente o pieza de equipo.
Radio-Science Publications dejó de operar tras los números de agosto de 1931. La recién formada Teck Publishing Corporation de Bernarr Macfadden se hizo cargo de la siguiente edición de septiembre de 1931. Laurence Cockaday se convirtió en editor y el formato se mantuvo incambiado, aunque los avances en radio y televisión ampliaron la temática. Un elemento común en todas las revistas de radio era que incluían una lista de estaciones de radio AM y estaciones de onda corta. En 1934 las portadas contenían fotografías en blanco y negro, pero las ilustraciones a color regresaron en 1936.
Una revista hermana, Television News se publicó entre 1931-1932.

## Etapa Ziff-Davis Publishing
Radio News y Amazing Stories fueron adquiridos por Ziff-Davis Publishing en enero de 1938. El número de marzo fue preparado por el personal de Teck Publishing, pero Ziff-Davis ya figuraba como editor. La revista se redujo a 64 páginas. El número de abril de 1938 fue el primero que produjo Ziff-Davis. La portada tenía una imagen a todo color de Lucille Ball y 20 páginas adicionales de cobertura de chismes y estrellas de radio. La idea era llegar a un público más amplio, no solo hombres, ingenieros y técnicos en reparación de radios. Sin embargo, las portadas con estrellas de la radio duraron solo unos meses. El propietario mayoritario era William B. Ziff, Sr., y el editor Bernard G. Davis. A mediados de la década de 1940, Davis se convirtió en el gerente general y Oliver Read en el editor.
Los grandes avances en electrónica durante la Segunda Guerra Mundial finalmente estuvieron disponibles para los consumidores y la industria a fines de la década de 1940. Estos incluían la televisión, la radio FM, las grabaciones en cinta, y el audio de alta fidelidad. La industria vio equipos de prueba avanzados, computadoras tempranas y sistemas de comunicación mejorados. Por todas estas razones, las dos principales revistas técnicas de radio cambiaron sus nombres para reflejar estos progresos. En 1948 Radio-Craft se convirtió en Radio-Electronics y Radio News se convirtió en Radio & Television News en agosto de 1948. Luego se redujo a Radio & TV News en mayo de 1957. Ambas revistas habían cubierto temas similares, pero Radio-Electronics enfatizó la reparación y el servicio, mientras que Radio & Television News destacó el diseño y la ingeniería.
William Ziff Sr. murió de un ataque cardíaco en diciembre de 1953. Su hijo de 23 años, William B. Ziff, Jr., era entonces un estudiante de filosofía de la Universidad de Heidelberg, quien debió sumergirse en el negocio de las revistas. En 1957, William Ziff, Jr. compró la participación minoritaria de Davis. Bernard G. Davis y su hijo, Joel, formaron Davis Publications en agosto de 1957. Adquirieron Mercury Publications, Inc, que publicaba Ellery Queen's Mystery Magazine y Science & Mechanics Publishing, que publicaba la revista Radio-TV Experimenter. La revista Science & Mechanics había sido fundada por Hugo Gernsback en 1929, y se imprimió hasta 1972.

## Electronics World

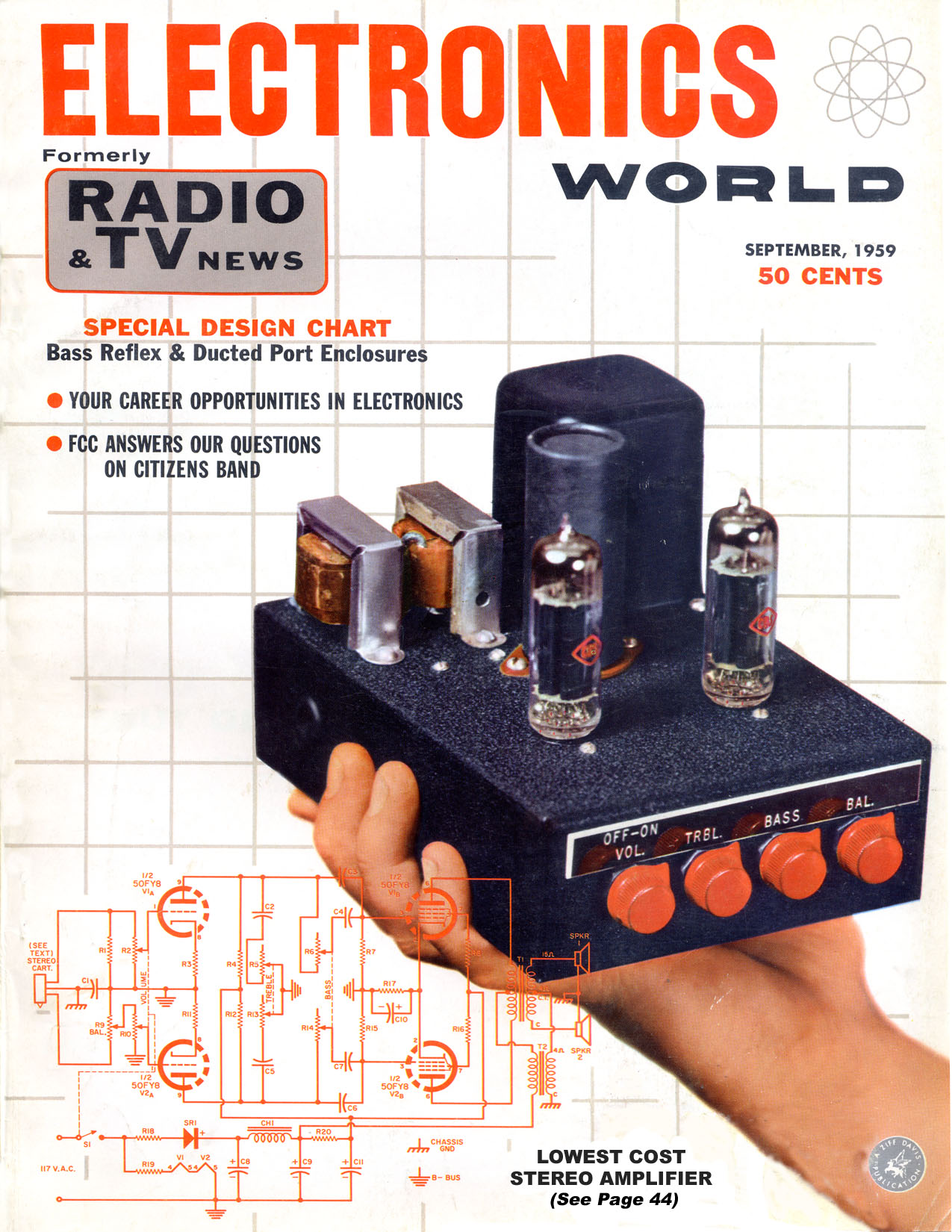
Radio News se convirtió en Electronics World en 1959

Ziff-Davis Publishing desarrollaría dos categorías de revistas. Por una parte, una revista más profesional como Radio & Television News, y por la otra, revistas de hobby como Popular Photography. En octubre de 1954, se creó Popular Electronics para el mercado de aficionados, convirtiéndose en la revista de electrónica más vendida, 250 000 copias por mes en 1957 y 450 000 copias en 1965. Inicialmente, Oliver Read fue el editor de Radio & Television News y Popular Electronics, pero pronto Oliver P. Ferrell asumió el cargo de editor de Popular Electronics y Wm. A. Stocklin como editor de Radio & Television News.
El título Radio & TV News fue cambiado a Electronics World en mayo de 1959, a fin de reflejar el campo en expansión de la electrónica. Las historias destacadas, a menudo se basaban en la tecnología más nueva y a un nivel sofisticado. Algunos ejemplos: «Fusión de silicio para semiconductores» en mayo de 1959, «Circuitos aritméticos informáticos» en junio de 1961 y «Códigos informáticos binarios y ASCII» en julio de 1964. También se publicaron artículos sobre electrónica de consumo de audio y video, sistemas de comunicaciones, electrónica automotriz e industrial.
En 1960, la mayoría de los dispositivos de audio, radio y televisión de consumo utilizaban tubos de vacío. Estos aparatos requerían reparaciones frecuentes, por lo que había un taller de reparación de radio y TV en cada vecindario. Electronics World tenía una sección dedicada a la reparación, y John T. Frye escribió una columna mensual, «Mac's Service Shop». Una gran parte de los anuncios estaban dirigidos a la industria de servicios.
El número de abril de 1963 tenía un artículo de 6 páginas, «Electrónica en la banca», que explicaba en detalle cómo se leerían en las computadoras los números magnéticos en la parte inferior de los cheques. También contenía el primer artículo escrito por Don Lancaster, «Órgano de color de 3 canales de estado sólido».

## Popular Electronics
Para 1970 los artículos sobre experimentación en Popular Electronics estaban al mismo nivel que los artículos en Electronics World. Popular Electronics tenía más del doble de lectores, por lo que en enero de 1972 Electronics World fue absorbida por Popular Electronics.  Los cambios en el personal editorial durante este tiempo indujeron a muchos de sus autores a comenzar a escribir para su competidor, Radio-Electronics.
En septiembre de 1973 Radio Electronics publicó TV Typewriter por Don Lancaster sobre una pantalla de video de bajo costo. En julio de 1974, Radio Electronics publicó la minicomputadora personal Mark-8 basada en el procesador Intel 8008. Los editores de Popular Electronics necesitaban un proyecto de computadora, por lo que seleccionaron la computadora Altair 8800 de Ed Robert, basada en el procesador Intel 8080 mejorado. La edición de enero de 1975 de Popular Electronics mostraba una computadora Altair en la portada.